# Alfred Kast

Alfred Kast (1883/84)

Alfred Kast (* 25. Juli 1856 in Achern; † 6. Januar 1903 in Nizza) war ein deutscher Mediziner und Professor für Innere Medizin an der Universität Breslau.

## Leben
Sein Vater Hermann Kast (1827–1881) war Arzt an einer psychiatrischen Einrichtung in Illenau und danach Bezirksarzt in Freiburg. In Illenau, heute Teil von Achern, wurde Alfred Kast geboren. Kast absolvierte das Gymnasium in Freiburg und begann dort ein Medizinstudium, das er in Heidelberg (Mitglied des Corps Rhenania) und Leipzig (Mitglied des Corps Saxonia) fortsetzte. Als Teil seines Studienabschlusses promovierte er im Januar 1879 zum Dr. med. und wirkte danach in Heidelberg, Leipzig und München. Nach der Habilitation (1883) wurde er 1886 außerordentlicher Professor an der Universität Freiburg. 1888 erhielt er eine Stellung als Direktor der inneren Abteilung des Allgemeinen Krankenhauses in Hamburg-Eppendorf. 1892 wurde Kast ordentlicher Professor für Innere Medizin und Direktor der Königlichen medizinischen Klinik und Poliklinik der Universität Breslau. Zu seinen wissenschaftlichen Erfolgen gehörte 1888 die Einführung des von Eugen Baumann 1884 entdeckten Sulfonals als Schlafmittel in die ärztliche Therapie. Daneben beschäftigte er sich mit Arbeiten auf dem Gebiet der physiologischen Chemie, der Nervenkrankheiten, der cerebralen Kinderlähmung und primären degenerativen Neuritis.

## Veröffentlichungen
- Pathologisch-anatomische Tafeln nach frischen Präparaten (gemeinsam mit Theodor Rumpel), 1892–1897